# Jönköpings län
Koordinaten: 57° 31′ N, 14° 22′ O

Jönköpings län ist eine Provinz (län) im Norden der südschwedischen Landschaft Småland.

## Geographie
Das Territorium von Jönköpings län macht mit einer Gesamtfläche von ca. 11.700 km² 2,6 % der Fläche des schwedischen Staatsgebietes aus. Die Provinz grenzt im Norden an den Vättern, Schwedens zweitgrößten See.

## Bevölkerung
Die Provinz hat mit Stand 31. Dezember 2017 357.237 Einwohner. Dies entspricht einem Anteil an der Gesamtbevölkerung Schwedens von 3,6 %. Etwa ein knappes Drittel der Einwohner der Provinz lebt im Hauptort Jönköping.

## Wappen
Beschreibung: In Blau ein roter Balken mit Wellenschnitt an der Unterseite. Eine dreitürmige gezinnte silberne Burg mit geöffnetem Tor und schwarzen Fenstern steht auf der Wellenlinie. Drei goldene Kronen schweben balkenweise im Schildhaupt.
Symbol: Das Wappen ist nahezu identisch mit dem der Stadt Jönköping.

## Gemeinden und Orte

### Gemeinden

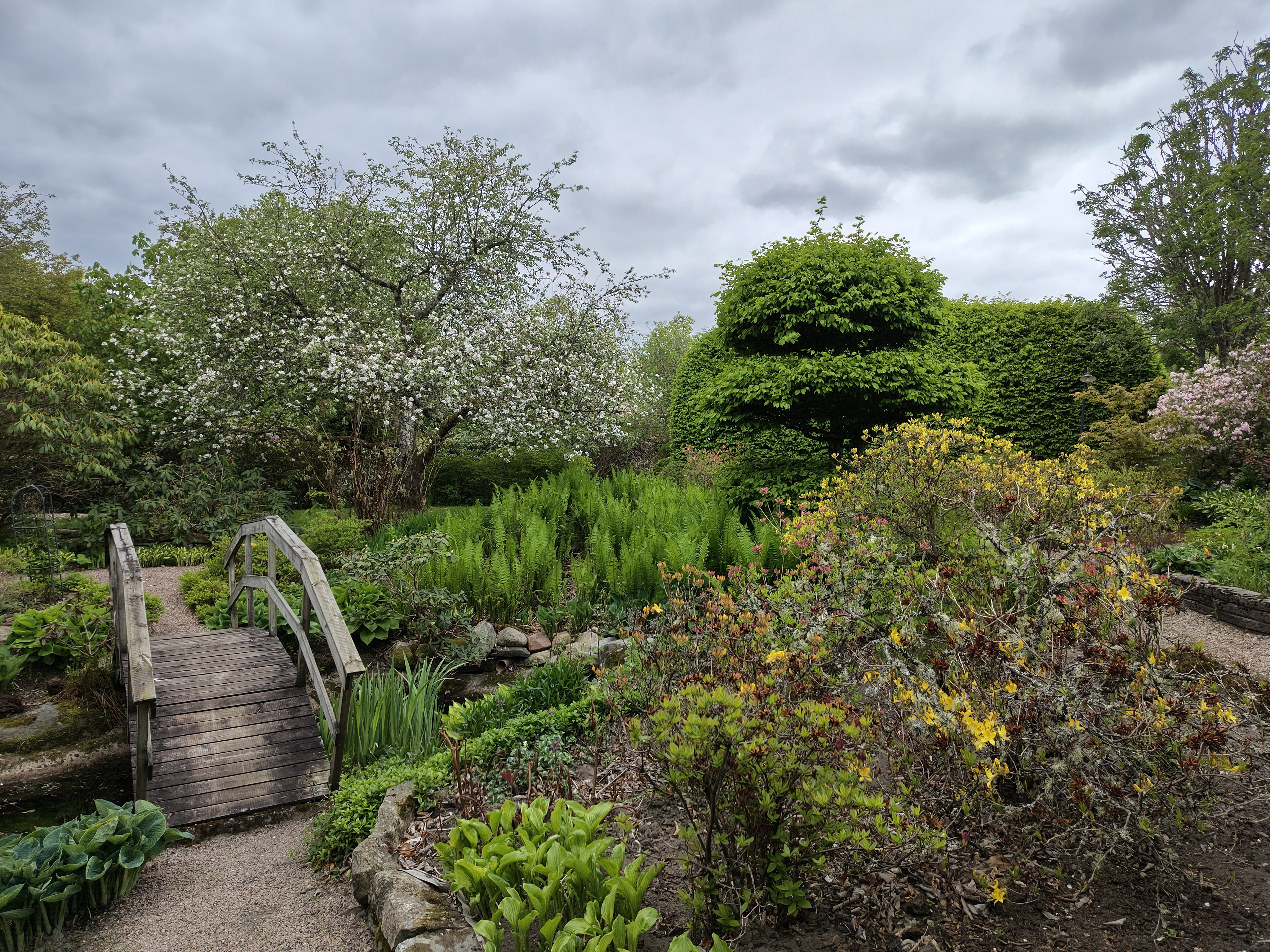
Botanischer Garten Kärrhults gård in der Gemeinde Gislaved

Jönköpings län besteht aus 13 Gemeinden (schwedisch: kommuner), Stand: 31. Dezember 2024:

Gemeinden in Jönköpings län

| Gemeinde  | Einwohner |
| --------- | --------- |
| Aneby     | 006.797   |
| Eksjö     | 017.792   |
| Gislaved  | 028.936   |
| Gnosjö    | 009.131   |
| Habo      | 013.456   |
| Jönköping | 147.654   |
| Mullsjö   | 007.594   |
| Nässjö    | 031.587   |
| Sävsjö    | 011.563   |
| Tranås    | 018.604   |
| Vaggeryd  | 014.825   |
| Vetlanda  | 034.542   |
| Värnamo   | 027.528   |

### Größte Orte
- Jönköping (89.396)
- Värnamo (18.696)
- Nässjö (16.678)
- Tranås (14.197)
- Vetlanda (13.050)
- Gislaved (10.037)

(Einwohner Stand 31. Dezember 2010)